# Noms des familles en APG II
Une liste de nom des familles. Les noms gras sont les noms courants selon la classification phylogénétique APG II (2003). Les noms italiques ne sont pas assignés en APG II.
- Abolbodaceae Nakai (1943) = Xyridaceae
- Abrophyllaceae Nakai (1943) = Rousseaceae
- Acanthaceae Juss. (1789), nom. cons.
- Acanthochlamydaceae P.C.Kao (1989) = Velloziaceae
- Aceraceae Juss. (1789), nom. cons. = Sapindaceae
- Achariaceae Harms (1897), nom. cons.
- Achatocarpaceae Heimerl (1934), nom. cons.
- Achradaceae Vest (1818) = Sapotaceae
- Acoraceae Martynov (1820)
- Actinidiaceae Gilg & Werderm. (1825), nom. cons.
- Adoxaceae E.Mey. (1839), nom. cons.
- Aegialitidaceae Lincz. (1968) = Plumbaginaceae
- Aegicerataceae Blume (1833) = Myrsinaceae
- Aextoxicaceae Engl. & Gilg (1920), nom. cons.
- Agapanthaceae F.Voigt (1850), optional synonym of Alliaceae
- Agavaceae Dumort. (1829), nom. cons., optional synonym of Asparagaceae
- Agdestidaceae Nakai (1942) = Phytolaccaceae
- Aizoaceae Martynov (1820), nom. cons.
- Akaniaceae Stapf (1912), nom. cons.
- Alangiaceae DC. (1827), nom. cons. = Cornaceae
- Aldrovandaceae Nakai (1949) = Droseraceae
- Alismataceae Vent. (1799), nom. cons.
- Alliaceae Batsch ex Borkh. (1797), nom. cons.
- Aloaceae Batsch (1802) = Asphodelaceae, optional synonym of Xanthorrhoeaceae
- Alseuosmiaceae Airy Shaw (1964)
- Alsinaceae Bartl. (1825), nom. cons. = Caryophyllaceae
- Alstroemeriaceae Dumort. (1829), nom. cons.
- Altingiaceae Horan. (1843), nom. cons.
- Alzateaceae S.A. Graham (1985)
- Amaranthaceae Juss. (1789), nom. cons.
- Amaryllidaceae J. St.-Hil. (1805), nom. cons., optional synonym of Alliaceae
- Amborellaceae Pichon (1948), nom. cons.
- Ambrosiaceae Martynov (1820), nom. cons. = Asteraceae
- Amygdalaceae Marquis (1820), nom. cons. = Rosaceae
- Amyridaceae Kunth (1824) = Rutaceae
- Anacardiaceae R.Br. (1818), nom. cons.
- Anarthriaceae D.F. Cutler & Airy Shaw (1965)
- Ancistrocladaceae Planch. ex Walp. (1851), nom. cons.
- Androstachyaceae Airy Shaw  (1964) = Picrodendraceae
- Anemarrhenaceae Conran, M.W. Chase & Rudall (1997) = Agavaceae, optional synonym of Asparagaceae
- Anisophylleaceae Ridl. (1922)
- Annonaceae Juss. (1789), nom. cons.
- Anomochloaceae Nakai (1943) = Poaceae
- Anopteraceae Doweld (2001) = Escalloniaceae
- Anthericaceae J.Agardh (1858) = Agavaceae, optional synonym of Asparagaceae
- Antirrhinaceae Pers. (1807) = Plantaginaceae
- Antoniaceae Hutch. (1959) = Loganiaceae
- Aphanopetalaceae Doweld (2001)
- Aphloiaceae Takht. (1985)
- Aphyllanthaceae Burnett (1835), optional synonym of Asparagaceae
- Apiaceae Lindl. (1836), nom. cons.
- Apocynaceae Juss. (1789), nom. cons.
- Apodanthaceae (R.Br.) Tiegh. ex Takht. (1987) = Rafflesiaceae
- Aponogetonaceae J.Agardh (1858), nom. cons.
- Apostasiaceae Lindl. (1833), nom. cons. = Orchidaceae
- Aptandraceae Miers (1853) = Olacaceae
- Aquifoliaceae DC. ex A. Rich. (1828), nom. cons.
- Aquilariaceae R.Br. ex DC. (1825) = Thymelaeaceae
- Araceae Juss. (1789), nom. cons.
- Aragoaceae D.Don (1835) = Plantaginaceae
- Araliaceae Juss. (1789), nom. cons.
- Aralidiaceae Philipson & B.C. Stone (1980)
- Arecaceae Schultz - Sch. (1832), nom. cons.
- Argophyllaceae  (Engl.) Takht. 1987
- Aristoteliaceae Dumort. (1829) = Elaeocarpaceae
- Aristolochiaceae Juss. (1789), nom. cons.
- Asclepiadaceae Borkh. (1797), nom. cons. = Apocynaceae
- Asparagaceae Juss. (1789), nom. cons.
- Asphodelaceae Juss. (1789), optional synonym of Xanthorrhoeaceae
- Aspidistraceae Endl. (1841) = Ruscaceae, optional synonym of Asparagaceae
- Asteliaceae Dumort. (1829)
- Asteraceae Martynov (1820), nom. cons.
- Asteranthaceae R.Knuth (1939), nom. cons. = Lecythidaceae
- Asteropeiaceae  (Szyszyl.) Takht. ex Reveal & Hoogland (1990)
- Atherospermataceae R. Br. (1814)
- Aucubaceae J. Agardh (1858), optional synonym of Garryaceae
- Austrobaileyaceae  (Croizat) Croizat 1943, nom. cons.
- Averrhoaceae Hutch. (1959) = Oxalidaceae
- Avetraceae Takht. (1997) = Dioscoreaceae
- Avicenniaceae Endl. (1841) = Acanthaceae
- Balanitaceae Endl. (1841), nom. cons. = Zygophyllaceae
- Balanitaceae Endl. (1841) = Zygophyllaceae
- Balanopaceae Benth. & Hook.f. (1880), nom. cons.
- Balanophoraceae Rich. (1822), nom. cons., unplaced
- Balsaminaceae Bercht. & J.Presl (1820), nom. cons.
- Bambusaceae Burnett (1835) = Poaceae
- Barbeuiaceae Nakai (1942)
- Barbeyaceae Rendle (1916), nom. cons.
- Barclayaceae H.L.Li (1955) = Nymphaeaceae
- Barringtoniaceae F. Rudolphi (1830), nom. cons. = Lecythidaceae
- Basellaceae Raf. (1837), nom. cons.
- Bataceae Perleb (1838), nom. cons.
- Baueraceae Lindl. (1830) = Cunoniaceae
- Baxteriaceae Takht. (1996) = Dasypogonaceae
- Begoniaceae Bercht. & J. Presl (1820), nom. cons.
- Behniaceae Conran, M.W.Chase & Rudall (1997) = Agavaceae, optional synonym of Asparagaceae
- Bembiciaceae R.C.Keating & Takht. (1996) = Salicaceae
- Berberidaceae Juss. (1789), nom. cons.
- Berberidopsidaceae Takht. (1985)
- Berryaceae Doweld (2001) = Malvaceae
- Bersamaceae Doweld = Melianthaceae
- Berzeliaceae Nakai (1943) = Bruniaceae
- Betulaceae Gray (1821), nom. cons.
- Biebersteiniaceae Endl. (1841)
- Bignoniaceae Juss. (1789), nom. cons.
- Bischofiaceae Airy Shaw (1964) = Phyllanthaceae
- Bixaceae Kunth (1822), nom. cons.
- Blandfordiaceae R.Dahlgren & Clifford (1985)
- Blepharocaryaceae Airy Shaw  (1964) = Anacardiaceae
- Boerlagellaceae H.J.Lam (1925) = Sapotaceae
- Bombacaceae Kunth (1822), nom. cons. = Malvaceae
- Bonnetiaceae  (Bartl.) L. Beauv. ex Nakai (1948)
- Boopidaceae Cass. (1816) = Calyceraceae
- Boraginaceae Juss. (1789), nom. cons.
- Boryaceae  (Baker) M.W. Chase, Rudall & Conran (1997)
- Brassicaceae Burnett (1835), nom. cons.
- Bretschneideraceae Engl. & Gilg (1924), nom. cons., optional synonym of Akaniaceae
- Brexiaceae Loudon (1830) = Celastraceae
- Bromeliaceae Juss. (1789), nom. cons.
- Brunelliaceae Engl. (1897), nom. cons.
- Bruniaceae Bercht. & J.Presl (1820), nom. cons.
- Brunoniaceae Dumort. (1829), nom. cons. = Goodeniaceae
- Buddlejaceae K.Wilh. (1910), nom. cons. = Scrophulariaceae
- Burchardiaceae Takht. (1996) = Colchicaceae
- Burmanniaceae Blume (1827), nom. cons.
- Burseraceae Kunth (1824), nom. cons.
- Butomaceae Mirb. (1804), nom. cons.
- Buxaceae Dumort. (1822), nom. cons.
- Byblidaceae  (Engl. & Gilg) Domin 1922, nom. cons.
- Byttneriaceae R. Br. (1814), nom. cons. = Malvaceae
- Cabombaceae Rich. ex A. Rich. (1822), nom. cons., optional synonym of Nymphaeaceae
- Cactaceae Juss. (1789), nom. cons.
- Caesalpiniaceae R.Br. (1814), nom. cons. = Fabaceae
- Calceolariaceae  (D.Don) Olmstead (2001)
- Calectasiaceae Endl. (1838) = Dasypogonaceae
- Calligonaceae Chalk (1985) = Polygonaceae
- Callitrichaceae Bercht. & J. Presl (1820), nom. cons. = Plantaginaceae
- Calochortaceae Dumort. (1829) = Liliaceae
- Calycanthaceae Lindl. (1819), nom. cons.
- Calyceraceae R.Br. ex Rich. (1820), nom. cons.
- Campanulaceae Juss. (1789), nom. cons.
- Campynemataceae Dumort. (1829)
- Canacomyricaceae Baum.-Bod. ex Doweld (2001) = Myricaceae
- Canellaceae Mart. (1832), nom. cons.
- Cannabaceae Martynov (1820), nom. cons.
- Cannaceae Juss. (1789), nom. cons.
- Canotiaceae Airy Shaw  (1964) = Celastraceae
- Capparaceae Juss. (1789), nom. cons. = Brassicaceae
- Caprifoliaceae Juss. (1789), nom. cons.
- Cardiopteridaceae Blume (1847), nom. cons.
- Caricaceae Dumort. (1829), nom. cons.
- Carlemanniaceae Airy Shaw (1964)
- Carpinaceae Vest (1818) = Betulaceae
- Carpodetaceae Fenzl (1841) = Rousseaceae
- Cartonemataceae Pichon (1946) = Commelinaceae
- Caryocaraceae Voigt (1845), nom. cons.
- Caryophyllaceae Juss. (1789), nom. cons.
- Cassythaceae Bartl. ex Lindl. (1833), nom. cons. = Lauraceae
- Casuarinaceae R.Br. (1814), nom. cons.
- Cecropiaceae C.C.Berg (1978) = Urticaceae
- Celastraceae R. Br. (1814), nom. cons.
- Celtidaceae Link (1831), nom. cons. = Cannabaceae
- Centrolepidaceae Endl. (1836), nom. cons.
- Cephalotaceae Dumort. (1829), nom. cons.
- Ceratophyllaceae Gray (1821), nom. cons.
- Cercidiphyllaceae Engl. (1907), nom. cons.
- Chenopodiaceae Vent. (1799), nom. cons. = Amaranthaceae
- Chionographidaceae Takht. (1966) = Melanthiaceae
- Chloanthaceae Hutch. (1959) = Lamiaceae
- Chloranthaceae R.Br. ex Sims (1820), nom. cons.
- Chrysobalanaceae R.Br. (1818), nom. cons.
- Cichoriaceae Juss. (1789), nom. cons. = Asteraceae
- Circaeasteraceae Hutch. (1926), nom. cons.
- Cistaceae Juss. (1789), nom. cons.
- Cleomaceae Horan. (1834) = Brassicaceae
- Clethraceae Klotzsch (1851), nom. cons.
- Clusiaceae Lindl. (1836), nom. cons.
- Cneoraceae Vest (1818), nom. cons. = Rutaceae
- Cobae aceae D.Don (1824) = Polemoniaceae
- Cochlospermaceae Planch. (1847), nom. cons., optional synonym of Bixaceae
- Colchicaceae DC. (1804), nom. cons.
- Columelliaceae D.Don (1828), nom. cons.
- Combretaceae R.Br. (1810), nom. cons.
- Commelinaceae Mirb. (1804), nom. cons.
- Compositae Giseke (1792), nom. alt. et cons. = Asteraceae
- Connaraceae R. Br. (1818), nom. cons.
- Conostylidaceae (Benth.) Takht. (1987) = Haemodoraceae
- Convallariaceae Horan. (1834) = Ruscaceae, optional synonym of Asparagaceae
- Convolvulaceae Juss. (1789), nom. cons.
- Cordiaceae R.Br. ex Dumort. (1829), nom. cons. = Boraginaceae
- Coriariaceae DC. (1824), nom. cons.
- Coridaceae J.Agardh (1858) = Myrsinaceae
- Cornaceae Dumort. (1829), nom. cons.
- Corokiaceae Kapil ex Takht. (1997) = Argophyllaceae
- Corsiaceae Becc. (1878), nom. cons.
- Corylaceae Mirb. (1815), nom. cons. = Betulaceae
- Corynocarpaceae Engl. (1897), nom. cons.
- Costaceae Nakai (1941)
- Crassulaceae J.St.- Hil. (1805), nom. cons.
- Croomiaceae Nakai (193) = Stemonaceae
- Crossosomataceae Engl. (1897), nom. cons.
- Cruciferae Juss. (1789), nom.a lt. et cons. = Brassicaceae
- Crypteroniaceae A.DC. (1868), nom. cons.
- Ctenolophonaceae  (H.Winkl.) Exell & Mendonça (1951)
- Cucurbitaceae Juss. (1789), nom. cons.
- Cunoniaceae R.Br. (1814), nom. cons.
- Curtisiaceae  (Engl.) Takht. (1987)
- Cuscutaceae Bercht. & J.Presl (1820), nom. cons. = Convolvulaceae
- Cyananthaceae J. Agardh (1858) = Campanulaceae
- Cyanastraceae Engl. (1900), nom.c ons. = Tecophilae aceae
- Cyclanthaceae Poit. ex A. Rich. (1824), nom. cons.
- Cyclocheilaceae Marais (1981) = Orobanchaceae
- Cymodoceaceae N. Taylor (1909), nom. cons.
- Cynomoriaceae Lindl. (1833), nom. cons., unplaced
- Cyperaceae Juss. (1789), nom. cons.
- Cyphiaceae A. DC. (1839) = Lobeliaceae, optional synonym of Campanulaceae
- Cyphocarpaceae (Miers) Reveal & Hoogl. (1996) = Lobeliaceae, optional synonym of Campanulaceae
- Cypripediaceae Lindl. (1833) = Orchidaceae
- Cyrillaceae Endl. (1841), nom. cons.
- Cytinaceae A. Rich. (1824), unplaced
- Dactylanthaceae (Engl.) Takht. (1987) = Balanophoraceae
- Daphniphyllaceae Müll.-Arg. (1869), nom. cons.
- Dasypogonaceae Dumort. (1829)
- Datiscaceae Bercht. & J. Presl (1820), nom. cons.
- Davidiaceae H.L.Li (1955) = Cornaceae
- Davidsoniaceae Bange (1952) = Cunoniaceae
- Decaisneaceae (Takht. ex H.N. Qin) Loconte (1995) = Lardizabalaceae
- Degeneriaceae I.W. Bailey & A.C. Sm. (1942), nom. cons.
- Desfontainiaceae Endl. (1841), nom. cons., optional synonym of Columelliaceae
- Dialypetalanthaceae Rizzini & Occhioni (1948), nom. cons. = Rubiaceae
- Dianellaceae Salisb. (1866) = Hemerocallidaceae, optional synonym of Xanthorrhoeaceae
- Diapensiaceae Lindl. (1836), nom. cons.
- Dichapetalaceae Baill. (1886), nom. cons., optional synonym of Chrysobalanaceae
- Dichondraceae Dumort. (1829) = Convolvulaceae
- Diclidantheraceae J. Agardh (1858), nom. cons. = Polygalaceae
- Didiereaceae Radlk. (1896), nom. cons.
- Didymelaceae Leandri (1937), optional synonym of Buxaceae
- Diegodendraceae Capuron (1964), optional synonym of Bixaceae
- Diervillaceae  (Raf.) Pyck (1998), optional synonym of Caprifoliaceae
- Dilleniaceae Salisb. (1807), nom. cons.
- Dionaeaceae Raf. (1837) = Droseraceae
- Dioncophyllaceae Airy Shaw (1952), nom. cons.
- Dioscoreaceae R. Br. (1810), nom. cons.
- Dipentodontaceae Merr. (1941), nom. cons., unplaced
- Dipsacaceae Juss. (1789), nom. cons., optional synonym of Caprifoliaceae
- Dipterocarpaceae Blume (1825), nom. cons.
- Dirachmaceae Hutch. (1959)
- Donatiaceae B. Chandler (1911), nom. cons., optional synonym of Stylidiaceae
- Doryanthaceae R. Dahlgren & Clifford (1985)
- Dracaenaceae Salisb. (1866) = Ruscaceae, optional synonym of Asparagaceae
- Droseraceae Salisb. (1808), nom. cons.
- Drosophyllaceae Chrtek, Slavíková & Studnicka (1989)
- Duabangaceae Takht. (1986) = Lythraceae
- Duckeodendraceae Kuhlm. (1950) = Solanaceae
- Dysphaniaceae (Pax) Pax (1927), nom. cons. = Amaranthaceae
- Ebenaceae Gürke (1891), nom. cons.
- Ecdeiocoleaceae D.F. Cutler & Airy Shaw (1965)
- Ehretiaceae Mart. (1827), nom. cons. = Boraginaceae
- Elaeagnaceae Juss. (1789), nom. cons.
- Elaeocarpaceae Juss. ex DC. (1816), nom. cons.
- Elatinaceae Dumort. (1829), nom. cons.
- Ellisiophyllaceae Honda (1930) = Plantaginaceae
- Emblingiaceae Airy Shaw (1964)
- Emottaceae Tiegh. (1899) = Icacinaceae
- Empetraceae Bercht. & J. Presl (1820), nom. cons. = Ericaceae
- Engelhardtiaceae Reveal & Doweld (1999) = Juglandaceae
- Epacridaceae R.Br. (1810), nom. cons. = Ericaceae
- Epimediaceae Menge (1839) = Berberidaceae
- Eremolepidaceae Tiegh. ex Nakai (1952) = Santalaceae
- Eremosynaceae Dandy (1959)
- Ericaceae Juss. (1789), nom. cons.
- Eriocaulaceae Martynov (1820), nom. cons.
- Eriospermaceae Endl. (1841) = Ruscaceae, optional synonym of Asparagaceae
- Erycibaceae Endl. ex Meisn. (1840) = Convolvulaceae
- Erythropalaceae Pilg. & K. Krause (1914), nom. cons. = Olacaceae
- Erythroxylaceae Kunth (1822), nom. cons.
- Escalloniaceae R.Br. ex Dumort. (1829), nom. cons.
- Eschscholziaceae Ser. (1847) = Papaveraceae
- Eucommiaceae Engl. (1909), nom. cons.
- Eucryphiaceae Endl. (1841), nom. cons. = Cunoniaceae
- Euphorbiaceae Juss. (1789), nom. cons.
- Euphroniaceae Marc.-Berti (1989), optional synonym of Chrysobalanaceae
- Eupomatiaceae Endl. (1841), nom. cons.
- Eupteleaceae K. Wilh. (1910), nom. cons.
- Euryalaceae J.Agardh (1858) = Nymphaeaceae
- Eustrephaceae Chupov (1994) = Laxmanniaceae, optional synonym of Asparagaceae
- Exbucklandiaceae Reveal & Doweld (1999) = Hamamelidaceae
- Exocarpaceae J. Agardh (1858) = Santalaceae
- Fabaceae Lindl. (1836), nom. cons.
- Fagaceae Dumort. (1829), nom. cons.
- Flacourtiaceae Rich. (1815-1816), nom. cons. = Salicaceae
- Flagellariaceae Dumort. (1829), nom. cons.
- Flindersiaceae C.T. White ex Airy Shaw (1964) = Rutaceae
- Foetidiaceae Airy Shaw  (1964) = Lecythidaceae
- Fouquieriaceae DC. (1828), nom. cons.
- Francoaceae A. Juss. (1832), nom. cons., optional synonym of Melianthaceae
- Frangulaceae DC. (1805) = Rhamnaceae
- Frankeniaceae Desv. (1817), nom. cons.
- Fumariaceae Bercht. & J. Presl (1820), nom. cons., optional synonym of Papaveraceae
- Garryaceae Lindl. (1834), nom. cons.
- Geissolomataceae Endl. (1841)
- Geitonoplesiaceae R. Dahlgren ex Conran (1994) = Hemerocallidaceae, optional synonym of Xanthorrhoeaceae
- Gelsemiaceae  (G. Don) Struwe & V.A. Albert (1995)
- Geniostomaceae Struwe & V.A. Albert (1995) = Loganiaceae
- Gentianaceae Juss. (1789), nom. cons.
- Geosiridaceae Jonker (1939), nom. cons. = Iridaceae
- Geraniaceae Juss. (1789), nom. cons.
- Gesneriaceae Rich. & Juss. ex DC. (1816), nom. cons.
- Gisekiaceae Nakai (1942)
- Glaucidiaceae Tamura (1972) = Ranunculaceae
- Globulariaceae DC. (1805), nom. cons. = Plantaginaceae
- Goetzeaceae Miers ex Airy Shaw (1964) = Solanaceae
- Gomortegaceae Reiche (1896), nom. cons.
- Gonystylaceae Tiegh. (1896), nom. cons. = Thymelaeaceae
- Goodeniaceae R.Br. (1810), nom. cons.
- Goupiaceae Miers (1862)
- Gramineae Juss. (1789), nom. alt. et cons. = Poaceae
- Greyiaceae Hutch. (1926), nom. cons. = Melianthaceae
- Griseliniaceae J.R. Forst. & G. Forst. ex A. Cunn. (1839)
- Gronoviaceae Endl. (1841) = Loasaceae
- Grossulariaceae DC. (1805), nom. cons.
- Grubbiaceae Endl. (1839), nom. cons.
- Gunneraceae Meisn. (1842), nom. cons.
- Gustaviaceae Burnett (1835) = Lecythidaceae
- Guttiferae Juss. (1789), nom. alt. et cons. = Clusiaceae
- Gyrocarpaceae Dumort. (1829) = Hernandiaceae
- Gyrostemonaceae Endl. (1841), nom. cons.
- Hachetteaceae Doweld (2001) = Balanophoraceae
- Haemodoraceae R. Br. (1810), nom. cons.
- Halesiaceae D.Don (1828) = Styracaceae
- Halophilaceae J. Agardh (1858) = Hydrocharitaceae
- Halophytaceae A. Soriano (1984)
- Haloragaceae R.Br. (1814), nom. cons.
- Hamamelidaceae R. Br. (1818), nom. cons.
- Hanguanaceae Airy Shaw (1964)
- Hectorellaceae Philipson & Skipw. (1961) = Portulacaceae
- Heliamphoraceae Chrtek, Slavíková & Studnicka (1992) = Sarraceniaceae
- Heliconiaceae Nakai (1941)
- Heliotropiaceae Schrad. (1819), nom. cons. = Boraginaceae
- Helleboraceae Vest (1818) = Ranunculaceae
- Heloniadaceae J.Agardh (1858) = Melanthiaceae
- Helosaceae (Schott & Endl.) Bromhead (1840) = Balanophoraceae
- Helwingiaceae Decne. (1836)
- Hemerocallidaceae R.Br. (1810), optional synonym of Xanthorrhoeaceae
- Hemimeridaceae Doweld (2001) = Plantaginaceae
- Henriqueziaceae Bremek. (1957) = Rubiaceae
- Hernandiaceae Bercht. & J. Presl (1820), nom. cons.
- Herreriaceae Endl. (1841) = Agavaceae, optional synonym of Asparagaceae
- Hesperocallidaceae Traub (1972), optional synonym of Asparagaceae
- Heteropyxidaceae Engl. & Gilg (1920), nom. cons.
- Himantandraceae Diels (1917), nom. cons.
- Hippocastanaceae A. Rich. (1823), nom. cons. = Sapindaceae
- Hippocrateaceae Juss. (1811), nom. cons. = Celastraceae
- Hippuridaceae Vest (1818), nom. cons. = Plantaginaceae
- Hopkinsiaceae B.G. Briggs & L.A.S. Johnson (2000) = Anarthriaceae
- Hoplestigmataceae Gilg (1924), nom. cons., unplaced
- Hortoniaceae (J.R. Perkins & Gilg) A.C. Sm. (1971) = Monimiaceae
- Hostaceae B.Mathew (1988) = Agavaceae, optional synonym of Asparagaceae
- Huaceae A.Chev. (1947)
- Huerteaceae Doweld (2001) = Tapisciaceae
- Hugoniaceae Arn. (1834) = Linaceae
- Humbertiaceae Pichon (1947), nom. cons. = Convolvulaceae
- Humiriaceae A. Juss. (1829), nom. cons.
- Hyacinthaceae Batsch ex Borkh. (1797), optional synonym of Asparagaceae
- Hydatellaceae U. Hamann (1976)
- Hydnoraceae C. Agardh (1821), nom. cons.
- Hydrangeaceae Dumort. (1829), nom. cons.
- Hydrastidaceae Martynov (1820) = Ranunculaceae
- Hydrocharitaceae Juss. (1789), nom. cons.
- Hydrocotylaceae (Link) N.Hyl. (1945), nom. cons. = Araliaceae
- Hydroleaceae Bercht. & J. Presl (1820)
- Hydropeltidaceae (DC.) Dumort. (1822) = Nymphaeaceae
- Hydrophyllaceae R.Br. (1817), nom. cons. = Boraginaceae
- Hydrostachyaceae (Tul.) Engl. (1894), nom. cons.
- Hymenocardiaceae Airy Shaw (1964) = Phyllanthaceae
- Hypecoaceae Willk. & Lange (1880) = Papaveraceae
- Hypericaceae Juss. (1789), nom. cons.
- Hypoxidaceae R.Br. (1814), nom. cons.
- Hypseocharitaceae Wedd. (1861), optional synonym of Geraniaceae
- Icacinaceae  (Benth.) M iers (1851), nom. cons.
- Idiospermaceae S.T. Blake (1972) = Calycanthaceae
- Illecebraceae R.Br. (1810), nom. cons. = Caryophyllaceae
- Illiciaceae A.C. Sm. (1947), nom. cons., optional synonym of Schisandraceae
- Iridaceae Juss. (1789), nom. cons.
- Irvingiaceae  (Engl.) Exell & Mendonça (1951), nom. cons.
- Isophysidaceae (Hutch.) F.A. Barkley (1948) = Iridaceae
- Iteaceae J. Agardh (1858), nom. cons.
- Ixerbaceae Griseb. (1854)
- Ixioliriaceae Nakai (1943)
- Ixonanthaceae Planch. ex Miq. (1858), nom. cons.
- Japonoliriaceae Takht. (1996) = Petrosaviaceae
- Johnsoniaceae Lotsy (1911) = Hemerocallidaceae, optional synonym of Xanthorrhoeaceae
- Joinvilleaceae Toml. & A.C. Sm. (1970)
- Juglandaceae DC. ex Perleb (1818), nom. cons.
- Julianiaceae Hemsl. (1906), nom. cons. = Anacardiaceae
- Juncaceae Juss. (1789), nom. cons.
- Juncaginaceae Rich. (1808), nom. cons.
- Justiciaceae Raf. (1838) = Acanthaceae
- Kaliphoraceae Takht. (1996) = Montiniaceae
- Kiggelariaceae Link (1831) = Achariaceae
- Kingdoniaceae A.S. Foster ex Airy Shaw (1964), optional synonym of Circaeasteraceae
- Kirengeshomaceae Nakai (1943) = Hydrangeaceae
- Kirkiaceae  (Engl.) Takht. (1967)
- Koeberliniaceae Engl. (1895), nom. cons.
- Krameriaceae Dumort. (1829), nom. cons., optional synonym of Zygophyllaceae
- Labiatae Juss. (1789), nom. alt. et cons. = Lamiaceae
- Lacandoniaceae E. Martínes & Ramos (1989) = Triuridaceae
- Lacistemataceae Mart. (1826), nom. cons.
- Lactoridaceae Engl. (1888), nom. cons.
- Lamiaceae Martynov (1820), nom. cons.
- Lanariaceae H. Huber ex R. Dahlgren & A.E. van Wyk (1988)
- Langsdorffiaceae Tiegh. ex Pilger (1914) = Balanophoraceae
- Lardizabalaceae R.Br. (1821), nom. cons.
- Lauraceae Juss. (1789), nom. cons.
- Laxmanniaceae Bubani (1901-1902), optional synonym of Asparagaceae
- Lecythidaceae A. Rich. (1825), nom. cons.
- Ledocarpaceae Meyen (1834)
- Leeaceae Dumort. (1829), nom. cons. = Vitaceae
- Leguminosae Juss. (1789), nom. alt. et cons. = Fabaceae
- Leitneriaceae Benth. & Hook.f. (1880), nom. cons. = Simaroubaceae
- Lemnaceae Martynov (1820), nom. cons. = Araceae
- Lennoaceae Solms (1870), nom. cons. = Boraginaceae
- Lentibulariaceae Rich. (1808), nom. cons.
- Leoniaceae A.DC. (1844) = Violaceae
- Leonticaceae Bercht. & J.Presl (1820) = Berberidaceae
- Lepidobotryaceae J. Léonard (1950), nom. cons.
- Lepuropetalaceae Nakai (1943), optional synonym of Parnassiaceae
- Lilae aceae Dumort. (1829), nom. cons. = Juncaginaceae
- Liliaceae Juss. (1789), nom. cons.
- Limnanthaceae R.Br. (1833), nom. cons.
- Limnocharitaceae Takht. ex Cronquist (1981)
- Limoniaceae Ser. (1851), nom. cons. = Plumbaginaceae
- Linaceae DC. ex Perleb (1818), nom. cons.
- Lindenbergiaceae Doweld (2001) = Orobanchaceae
- Linnaeaceae  (Raf.) Backlund (1998), optional synonym of Caprifoliaceae
- Liriodendraceae F.A.Barkley (1975) = Magnoliaceae
- Lissocarpaceae Gilg (1924), nom. cons. = Ebenaceae
- Loasaceae Juss. (1804), nom. cons.
- Lobeliaceae Juss. (1813), nom. cons., optional synonym of Campanulaceae
- Loganiaceae R. Br. (1814), nom. cons.
- Lomandraceae Lotsy (1911) = Laxmanniaceae, optional synonym of Asparagaceae
- Lophiolaceae Nakai (1943) = Nartheciaceae
- Lophiraceae Loud. (1830) = Ochnaceae
- Lophophytaceae (Schott & Endl.) Bromhead (1840) = Balanophoraceae
- Lophopyxidaceae  (Engl.) H. Pfeiff. (1951)
- Loranthaceae Juss. (1808), nom. cons.
- Lowiaceae Ridl. (1924), nom. cons.
- Luxemburgiaceae Soler. (1908) = Ochnaceae
- Luzuriagaceae Lotsy (1911)
- Lyginiaceae B.G.Briggs & L.A.S.Johnson (2000) = Anarthriaceae
- Lythraceae J.St.-Hil. (1805), nom. cons.
- Mackinlayaceae Doweld (2001)
- Maesaceae  (A.DC.) Anderb., B. Ståhl & Källersjö (2000)
- Magnoliaceae Juss. (1789), nom. cons.
- Malaceae Small (1903), nom. cons. = Rosaceae
- Malesherbiaceae D.Don (1827), nom. cons., optional synonym of Passifloraceae
- Malpighiaceae Juss. (1789), nom. cons.
- Malvaceae Juss. (1789), nom. cons.
- Marantaceae R.Br. (1814), nom. cons.
- Marcgraviaceae Juss. ex DC. (1816), nom. cons.
- Martyniaceae Horan. (1847), nom. cons.
- Mastixiaceae Calest. (1905) = Cornaceae
- Maundiaceae Nakai (1943) = Juncaginaceae
- Mayacaceae Kunth (1842), nom. cons.
- Medeolaceae (S. Watson) Takht. (1987) = Liliaceae
- Medusagynaceae Engl. & Gilg (1924), nom. cons., optional synonym of Ochnaceae
- Medusandraceae Brenan (1952), nom. cons., unplaced
- Melanophyllaceae Takht. ex Airy Shaw (1972)
- Melanthiaceae Batsch ex Borkh. (1796), nom. cons.
- Melastomataceae Juss. (1789), nom. cons.
- Meliaceae Juss. (1789), nom. cons.
- Melianthaceae Bercht. & J. Presl (1820), nom. cons.
- Meliosmaceae Endl. (1841) = Sabiaceae
- Memecylaceae DC. (1827), nom. cons., optional synonym of Melastomataceae
- Mendonciaceae Bremek. (1954) = Acanthaceae
- Menispermaceae Juss. (1789), nom. cons.
- Menyanthaceae Bercht. & J. Presl (1820), nom. cons.
- Mesembryanthemaceae Fenzl (1836), nom. cons. = Aizoaceae
- Metteniusaceae H.Karst. ex Schnizl. (1860-1870), unplaced
- Meyeniaceae Sreem. (1977) = Acanthaceae
- Milulaceae Traub (1972) = Alliaceae
- Mimosaceae R.Br. (1814), nom. cons. = Fabaceae
- Misodendraceae J.Agardh (1858), nom. cons.
- Mitrastemonaceae Makino (1911), nom. cons., unplaced
- Molluginaceae Bartl. (1825), nom. cons.
- Monimiaceae Juss. (1809), nom. cons.
- Monotaceae Kosterm. (1989) = Dipterocarpaceae
- Monotropaceae Nutt. (1818), nom. cons. = Ericaceae
- Montiniaceae Nakai (1943), nom. cons.
- Moraceae Link (1831), nom. cons.
- Morinaceae Raf. (1820), optional synonym of Caprifoliaceae
- Moringaceae Martynov (1820), nom. cons.
- Mouririaceae Gardner (1840) = Memecylaceae, optional synonym of Melastomataceae
- Moutabeaceae Endl. (1841) = Polygalaceae
- Muntingiaceae C. Bayer, M.W.Chase & M.F. Fay (1998)
- Musaceae Juss. (1789), nom. cons.
- Myodocarpaceae Doweld (2001)
- Myoporaceae R.Br. (1810), nom. cons. = Scrophulariaceae
- Myricaceae A. Rich. ex Kunth (1817), nom. cons.
- Myriophyllaceae Schultz Sch. (1832) = Haloragaceae
- Myristicaceae R. Br. (1810), nom. cons.
- Myrothamnaceae Nied. (1891), nom. cons., optional synonym of Gunneraceae
- Myrsinaceae R. Br. (1810), nom. cons.
- Myrtaceae Juss. (1789), nom.c ons.
- Mystropetalaceae Hook. f. (1853) = Balanophoraceae
- Najadaceae Juss. (1789), nom. cons. = Hydrocharitaceae
- Nandinaceae Horan. (1834) = Berberidaceae
- Napoleonaceae A. Rich. (1827) = Lecythidaceae
- Nartheciaceae Fr. ex Bjurzon (1846)
- Naucleaceae Wernh. (1911) = Rubiaceae
- Nectaropetalaceae (H.Winkl.) Exell & Mendonça (1951) = Erythroxylaceae
- Nelsoniaceae Sreem. (1977) = Acanthaceae
- Nelumbonaceae Bercht. & J. Presl (1820), nom.c ons.
- Nemacladaceae Nutt. (1842) = Lobeliaceae, optional synonym of Campanulaceae
- Nepenthaceae Bercht. & J. Presl (1820), nom. cons.
- Nesogenaceae Marais (1981) = Orobanchaceae
- Neuradaceae Link (1831), nom. cons.
- Neuwiediaceae (Burns-Bal. & V.A. Funk) R. Dahlgren ex Reveal & Hoogland (1991) = Orchidaceae
- Nitrariaceae Bercht. & J.Presl (1820), nom. cons.
- Nolanaceae Dumort. (1829), nom. cons. = Solanaceae
- Nolinaceae Nakai (1943) = Ruscaceae, optional synonym of Asparagaceae
- Nothofagaceae Kuprian (1962)
- Nupharaceae A. Kern. (1891) = Nymphaeaceae
- Nyctaginaceae Juss. (1789), nom. cons.
- Nyctanthaceae J. Agardh (1858) = Oleaceae
- Nymphaeaceae Salisb. (1805), nom. cons.
- Nypaceae Brongn. ex Le Maout & Decne. (1868) = Arecaceae
- Nyssaceae Juss. ex Dumort. (1829), nom. cons., optional synonym of Cornaceae
- Ochnaceae DC. (1811), nom. cons.
- Octoknemaceae Soler. (1908), nom. cons. = Olacaceae
- Oftiaceae Takht. & Reveal (1993) = Scrophulariaceae
- Olacaceae R. Br. (1818), nom. cons.
- Oleaceae Hoffmanns. & Link (1809), nom. cons.
- Oliniaceae Arn. (1839), nom. cons.
- Onagraceae Juss. (1789), nom. cons.
- Oncothecaceae Kobuski ex Airy Shaw (1964)
- Ophiopogonaceae Endl. (1841) = Ruscaceae, optional synonym of Asparagaceae
- Opiliaceae Valeton (1886), nom. cons.
- Orchidaceae Juss. (1789), nom. cons.
- Orobanchaceae Vent. (1799), nom. cons.
- Orontiaceae Bartl. (1830) = Araceae
- Oxalidaceae R.Br. (1818), nom. cons.
- Oxystylidaceae Hutch. (1969) = Brassicaceae
- Pachysandraceae J.Agardh (1858) = Buxaceae
- Paeoniaceae Raf. (1815), nom. cons.
- Paivaeusaceae A.Meeuse (1990) = Picrodendraceae
- Palmae Juss. (1789), nom. alt. et cons. = Arecaceae
- Pandaceae Engl. & Gilg (1912-1913), nom. cons.
- Pandanaceae R.Br. (1810), nom. cons.
- Pangiaceae Endl. (1841) = Achariaceae
- Papaveraceae Juss. (1789), nom. cons.
- Papilionaceae Giseke (1792), nom. alt. et cons. = Fabaceae
- Paracryphiaceae Airy Shaw (1964)
- Parnassiaceae Martynov (1820), nom. cons.
- Paronychiaceae Juss. (1815) = Caryophyllaceae
- Paropsiaceae Dumort. (1829) = Passifloraceae
- Passifloraceae Juss. ex R oussel (1806), nom. cons.
- Paulowniaceae Nakai (1949)
- Pedaliaceae R. Br. (1810), nom. cons.
- Peganaceae  (Engl.) Tieghm. ex Takht. (1987), optional synonym of Nitrariaceae
- Pellicieraceae (Triana & Planch.) L. Beauvis. ex Bullock (1959), optional synonym of Tetrameristaceae
- Penaeaceae Sweet ex Guill. (1828), nom. cons.
- Pennantiaceae J. Agardh (1858)
- Pentadiplandraceae Hutch. & Dalziel (1928)
- Pentaphragmataceae J. Agardh (1858), nom. cons.
- Pentaphylacaceae Engl. (1897), nom. cons.
- Pentastemonaceae Duyfjes (1992) = Stemonaceae
- Penthoraceae Rydb. ex Britt. (1901), nom. cons., optional synonym of Haloragaceae
- Peperomiaceae A.C.Sm. (1981) = Piperaceae
- Peraceae Klotzsch = Euphorbiaceae
- Peridiscaceae Kuhlm. (1950), nom. cons.
- Periplocaceae (Kostel.) Schltr. (1905), nom. cons. = Apocynaceae
- Peripterygiaceae G. King (1895) = Cardiopteridaceae
- Petermanniaceae Hutch. (1934), nom. cons. = Colchicaceae
- Petiveriaceae C. Agardh (1824) = Phytolaccaceae
- Petrosaviaceae Hutch. (1934), nom. cons.
- Phellinaceae  (Loes.) Takht. (1967)
- Philadelphaceae Martynov (1820) = Hydrangeaceae
- Philesiaceae Dumort. (1829), nom. cons.
- Philydraceae Link (1821), nom. cons.
- Phormiaceae J.Agardh (1858) = Hemerocallidaceae, optional synonym of Xanthorrhoeaceae
- Phrymaceae Schauer (1847), nom. cons.
- Phyllanthaceae Martynov (1820)
- Phyllonomaceae Small (1905)
- Physenaceae Takht. (1985)
- Phytolaccaceae R. Br. (1818), nom. cons.
- Picramniaceae Fernando & Quinn (1995)
- Picrodendraceae Small (1917), nom. cons.
- Piperaceae Bercht. & J. Presl (1820), nom. cons.
- Pistiaceae Rich. ex C.Agardh (1822) = Araceae
- Pittosporaceae R. Br. (1814), nom. cons.
- Plagiopteraceae Airy Shaw  (1964) = Celastraceae
- Plantaginaceae Juss. (1789), nom. cons.
- Platanaceae T. Lestib. (1826), nom. cons., optional synonym of Proteaceae
- Platycaryaceae Nakai ex Doweld (2001) = Juglandaceae
- Platyspermataceae Doweld (2001) = Escalloniaceae
- Platystemonaceae (Spach) Lilja (1870) = Papaveraceae
- Plocospermataceae Hutch. (1973)
- Plumbaginaceae Juss. (1789), nom. cons.
- Plumeriaceae Horan. (1834) = Apocynaceae
- Poaceae  (R.Br.) Barnh. (1895), nom. cons.
- Podoaceae Baill. ex Franch. (1889) = Anacardiaceae
- Podophyllaceae DC. (1817), nom. cons. = Berberidaceae
- Podostemaceae Kunth (1816), nom. cons.
- Polemoniaceae Juss. (1789), nom. cons.
- Poliothyrsidaceae (G.S.Fan) Doweld (2001) = Salicaceae
- Polpodaceae Nakai (1942) = Molluginaceae
- Polygalaceae Hoffmanns. & Link (1809), nom. cons.
- Polygonaceae Juss. (1789), nom. cons.
- Polygonanthaceae Croizat (1943) = Anisophylleaceae
- Polyosmaceae Blume (1851)
- Pontederiaceae Kunth (1816), nom. cons.
- Porantheraceae (Pax) Hurus. (1954) = Phyllanthaceae
- Portulacaceae Juss. (1789), nom. cons.
- Portulacariaceae (Fenzl) Doweld (2001) = Portulacaceae
- Posidoniaceae Hutch. (1934), nom. cons.
- Potaliaceae Mart. (1827) = Gentianaceae
- Potamogetonaceae Rchb. (1828), nom. cons.
- Pottingeriaceae (Engl.) Takht. (1987), unplaced
- Primulaceae Batsch ex Borkh. (1797), nom. cons.
- Prioniaceae S.L. Munro & H.P. Linder (1998) = Thurniaceae
- Prionotaceae Hutch. (1969) = Ericaceae
- Proteaceae Juss. (1789), nom. cons.
- Pseudanthaceae Endl. (1839) = Picrodendraceae
- Psiloxylaceae Croizat (1960)
- Ptaeroxylaceae J.-F.Leroy (1960) = Rutaceae
- Pteridophyllaceae  (Murb.) Nakai ex Reveal & Hoogland (1991), optional synonym of Papaveraceae
- Pterostemonaceae Small (1905), nom. cons., optional synonym of Iteaceae
- Punicaceae Bercht. & J.Presl (1825), nom. cons. = Lythraceae
- Putranjivaceae Endl. (1841)
- Pyrolaceae Lindl. (1829), nom. cons. = Ericaceae
- Quiinaceae Choisy ex Engl. (1888), nom. cons., optional synonym of Ochnaceae
- Quillajaceae D. Don (1831)
- Quintiniaceae Doweld (2001) = Sphenostemonaceae
- Rafflesiaceae Dumort. (1829), nom. cons., unplaced
- Ranunculaceae Juss. (1789), nom. cons.
- Ranzaniaceae (Kumaz. & Terab.) Takht. (1994) = Berberidaceae
- Rapateaceae Dumort. (1829), nom. cons.
- Reaumuriaceae Ehrenb. ex Lindl. (1830) = Tamaricaceae
- Resedaceae Bercht. & J. Presl (1820), nom. cons.
- Restionaceae R. Br. (1810), nom. cons.
- Retziaceae Bartl. (1830) = Stilbaceae
- Rhabdodendraceae Prance (1968)
- Rhamnaceae Juss. (1789), nom. cons.
- Rhinanthaceae Vent. (1799) = Orobanchaceae
- Rhipogonaceae Conran & Clifford (1985)
- Rhizophoraceae Pers. (1807), nom. cons., optional synonym of Erythroxylaceae
- Rhodoleiaceae Nakai (1943) = Hamamelidaceae
- Rhoipteleaceae Hand. - Mazz. (1932), nom. cons., optional synonym of Juglandaceae
- Rhopalocarpaceae Hemsl. ex Takht. (1987) = Sphaerosepalaceae
- Rhynchocalycaceae L.A.S. Johnson & B.G. Briggs (1985)
- Rhynchothecaceae Endl. (1841) = Ledocarpaceae
- Roridulaceae Bercht. & J. Presl (1820), nom. cons.
- Rosaceae Juss. (1789), nom. cons.
- Rousseaceae DC. (1839)
- Roxburghiaceae Wall. (1832) = Stemonaceae
- Rubiaceae Juss. (1789), nom. cons.
- Ruppiaceae Horan. (1834), nom. cons.
- Ruscaceae Spreng. (1826), nom. cons., optional synonym of Asparagaceae
- Rutaceae Juss. (1789), nom. cons.
- Sabiaceae Blume (1851), nom. cons.
- Saccifoliaceae Maguire & Pires (1978) = Gentianaceae
- Salazariaceae F.A.Barkley (1975) = Lamiaceae
- Salicaceae Mirb. (1815), nom. cons.
- Salicorniaceae Martynov (1820) = Amaranthaceae
- Salpiglossidaceae Hutch. (1969) = Solanaceae
- Salsolaceae Menge (1839) = Amaranthaceae
- Salvadoraceae Lindl. (1836), nom. cons.
- Sambucaceae Batsch ex Borkh. (1797) = Adoxaceae
- Samolaceae Raf. (1820) = Theophrastaceae
- Samydaceae Vent. (1799) = Salicaceae
- Saniculaceae (Burnett) A. Löve & D. Löve (1974) = Apiaceae
- Sansevieriaceae Nakai (1936) = Ruscaceae, optional synonym of Asparagaceae
- Santalaceae R. Br. (1810), nom. cons.
- Sapindaceae Juss. (1789), nom. cons.
- Sapotaceae Juss. (1789), nom. cons.
- Sarcobataceae Behnke (1997)
- Sarcolaenaceae Caruel (1881), nom. cons.
- Sarcophytaceae A. Kern. (1891) = Balanophoraceae
- Sarcospermataceae H.J. Lam (1925), nom. cons. = Sapotaceae
- Sargentodoxaceae Stapf ex Hutch. (1926), nom. cons. = Lardizabalaceae
- Sarraceniaceae Dumort. (1829), nom. cons.
- Saurauiaceae Griseb. (1854), nom. cons. = Actinidiaceae
- Saururaceae Martynov (1820), nom. cons.
- Sauvagesiaceae Dumort. (1829) = Ochnaceae
- Saxifragaceae Juss. (1789), nom .cons.
- Scaevolaceae Lindl. (1830) = Goodeniaceae
- Scepaceae Lindl. (1836) = Phyllanthaceae
- Scheuchzeriaceae F. Rudolphi (1830), nom. cons.
- Schisandraceae Blume (1830), nom. cons.
- Schlegeliaceae  (A.H. Gentry) Reveal (1996)
- Sclerophylacaceae Miers (1848) = Solanaceae
- Scoliopaceae Takht. (1996) = Liliaceae
- Scrophulariaceae Juss. (1789), nom. cons.
- Scybaliaceae A. Kern. (1891) = Balanophoraceae
- Scyphostegiaceae Hutch. (1926), nom. cons. = Salicaceae
- Scytopetalaceae Engl. (1897), nom. cons. = Lecythidaceae
- Selaginaceae Choisy (1823), nom. cons. = Scrophulariaceae
- Sesamaceae R. Br. ex Bercht. & J. Presl (1820) = Pedaliaceae
- Sesuviaceae Horan. (1834) = Aizoaceae
- Setchellanthaceae Iltis (1999)
- Simaroubaceae DC. (1811), nom. cons.
- Simmondsiaceae Tiegh. (1899)
- Sinofranchetiaceae Doweld (2001) = Lardizabalaceae
- Siparunaceae  (A. DC.) Schodde (1970)
- Siphonodontaceae (Croizat) Gagnep. & Tardieu ex Tardieu (1951), nom. cons. = Celastraceae
- Sladeniaceae Airy Shaw (1964), optional synonym of Pentaphylacaceae
- Smilacaceae Vent. (1799), nom. cons.
- Solanaceae Juss. (1789), nom. cons.
- Sonneratiaceae Engl. (1897), nom. cons. = Lythraceae
- Sparganiaceae Hanin (1811), nom. cons.
- Spergulaceae Bartl. (1825) = Caryophyllaceae
- Sphaerosepalaceae  (Warb.) Tiegh. ex Bullock (1959)
- Sphenocleaceae  (Lindl.) Baskerville (1839), nom. cons.
- Sphenostemonaceae P. Royen & Airy Shaw (1972)
- Spigeliaceae Mart. (1827) = Loganiaceae
- Spirae aceae Bertuch (1801) = Rosaceae
- Stachyuraceae J. Agardh (1858), nom. cons.
- Stackhousiaceae R.Br. (1814), nom. cons. = Celastraceae
- Staphyleaceae Martynov (1820), nom. cons.
- Staticaceae Cassel (1817) = Plumbaginaceae
- Stegnospermataceae Nakai (1942)
- Stemonaceae Caruel (1878), nom. cons.
- Stemonuraceae  (M. Roem.) Kårehed (2001)
- Stenomeridaceae J. Agardh (1858) = Dioscoreaceae
- Sterculiaceae Vent. ex Salisb. (1807), nom. cons. = Malvaceae
- Stilaginaceae C. Agardh (1824) = Euphorbiaceae
- Stilbaceae Kunth (1831), nom. cons.
- Strasburgeriaceae Soler. (1908), nom. cons.
- Strelitziaceae Hutch. (1934), nom. cons.
- Streptochae taceae Nakai (1943) = Poaceae
- Strychnaceae DC. ex Perleb (1818) = Loganiaceae
- Stylidiaceae R. Br. (1810), nom. cons.
- Stylobasiaceae J.Agardh (1858) = Surianaceae
- Stylocerataceae (Pax) Takht. ex Reveal & Hoogland (1990) = Buxaceae
- Styracaceae DC. & Spreng. (1821), nom. cons.
- Surianaceae Arn. (1834), nom. cons.
- Symphoremataceae (Meisn.) Mold. ex Reveal & Hoogland (1991) = Lamiaceae
- Symplocaceae Desf. (1820), nom. cons.
- Taccaceae Bercht. & J.Presl (1820), nom. cons. = Dioscoreaceae
- Takhtajaniaceae (J.-F.Leroy) J.-F.Leroy (1980) = Winteraceae
- Talinaceae (Fenzl) Doweld (2001) = Portulacaceae
- Tamaricaceae Bercht. & J. Presl (1820), nom.c ons.
- Tapisciaceae  (Pax) Takht. (1987)
- Tecophilaeaceae Leyb. (1862), nom. cons.
- Tepuianthaceae Maguire & Steyerm. (1981) = Thymelaeaceae
- Ternstroemiaceae Mirb. ex DC. (1816), optional synonym of Pentaphylacaceae
- Tetracarpaeaceae Nakai (1943), optional synonym of Haloragaceae
- Tetracentraceae A.C. Sm. (1945), nom. cons., optional synonym of Trochodendraceae
- Tetrachondraceae Wettst. (1924)
- Tetradiclidaceae  (Engl.) Takht. (1986), an optional synonym of Nitrariaceae
- Tetragoniaceae Link (1831), nom. cons. = Aizoaceae
- Tetramelaceae Airy Shaw (1964)
- Tetrameristaceae Hutch. (1959)
- Tetrastylidiaceae Tiegh. (1899) = Olacaceae
- Thalassiaceae Nakai (1943) = Hydrocharitaceae
- Thalictraceae Raf. (1815) = Ranunculaceae
- Theaceae Mirb. ex KerGawl. (1816), nom. cons.
- Theligonaceae Dumort. (1829), nom. cons. = Rubiaceae
- Themidaceae Salisb. (1866), optional synonym of Asparagaceae
- Theophrastaceae Link (1829), nom. cons.
- Thismiaceae J.Agardh (1858), nom. cons. = Burmanniaceae
- Thomandersiaceae Sreem. (1977) = Acanthaceae
- Thunbergiaceae (Dumort.) Lilja (1870) = Acanthaceae
- Thurniaceae Engl. (1907), nom. cons.
- Thymelaeaceae Juss. (1789), nom. cons.
- Ticodendraceae Gómez-Laur. & L.D. Gómez (1991)
- Tiliaceae Juss. (1789), nom. cons. = Malvaceae
- Tofieldiaceae Takht. (1995)
- Torricelliaceae Hu (1934)
- Tovariaceae Pax (1891), nom. cons.
- Trapaceae Dumort. (1829), nom. cons. = Lythraceae
- Trapellaceae Honda & Sakis. (1930) = Pedaliaceae
- Tremandraceae R.Br. ex DC. (1824), nom. cons. = Elaeocarpaceae
- Trewiaceae Lindl. (1836) = Euphorbiaceae
- Tribelaceae Airy Shaw (1964)
- Tribulaceae Trautv. (1853) = Zygophyllaceae
- Trichopodaceae Hutch. (1934), nom. cons. = Dioscoreaceae
- Tricyrtidaceae Takht. (1997), nom. cons. = Liliaceae
- Trigoniaceae Endl. (1841), nom. cons., optional synonym of Chrysobalanaceae
- Trilliaceae Chevall. (1827), nom. cons. = Melanthiaceae
- Trimeniaceae L.S. Gibbs (1917), nom. cons.
- Triplostegiaceae A.E.Bobrov ex Airy Shaw  (1964) = Dipsacaceae, optional synonym of Caprifoliaceae
- Tristichaceae Willis (1915) = Podostemaceae
- Triuridaceae Gardner (1843), nom. cons.
- Trochodendraceae Eichler (1865), nom.c ons.
- Tropaeolaceae Bercht. & J. Presl (1820), nom. cons.
- Tulbaghiaceae Salisb. (1866) = Alliaceae
- Turneraceae Kunth ex DC. (1828), nom. cons., optional synonym of Passifloraceae
- Typhaceae Juss. (1789), nom. cons.
- Uapacaceae Airy Shaw (1964) = Phyllanthaceae
- Ulmaceae Mirb. (1815), nom. cons.
- Umbelliferae Juss. (1789), nom. alt. et cons. = Apiaceae
- Urticaceae Juss. (1789), nom. cons.
- Uvulariaceae A.Gray ex Kunth (1843), nom. cons. = Colchicaceae
- Vacciniaceae DC. ex Perleb (1818), nom. cons. = Ericaceae
- Vahliaceae Dandy (1959)
- Valerianaceae Batsch (1802), nom. cons., optional synonym of Caprifoliaceae
- Vallisneriaceae Link (1829) = Hydrocharitaceae
- Velloziaceae Hook. (1827), nom. cons.
- Verbascaceae Raf. (1821) = Scrophulariaceae
- Verbenaceae J.St.- Hil. (1805), nom. cons.
- Veronicaceae Cassel (1817) = Plantaginaceae
- Viburnaceae Raf. (1820) = Adoxaceae
- Violaceae Batsch (1802), nom. cons.
- Viscaceae Batsch (1802) = Santalaceae
- Vitaceae Juss. (1789), nom. cons.
- Viticaceae Juss. (1789) = Lamiaceae
- Vivianiaceae Klotzsch (1836)
- Vochysiaceae A.St.-Hil. (1820), nom. cons.
- Walleriaceae (R.Dahlgren) Takht. (1995), nom. cons. = Tecophilae aceae
- Wellstediaceae (Pilg.) Novák (1943) = Boraginaceae
- Winteraceae R.Br. ex Lindl. (1830), nom. cons.
- Xanthophyllaceae (Baill.) Gagnep. ex Reveal & Hoogland (1990) = Polygalaceae
- Xanthorrhoeaceae Dumort. (1829), nom.c ons.
- Xeronemataceae M.W. Chase, Rudall & M.F. Fay (2001)
- Xerophyllaceae Takht. (1996) = Melanthiaceae
- Xyridaceae C.A gardh (1823), nom. cons.
- Zannichelliaceae Chevall. (1827), nom. cons. = Potamogetonaceae
- Zingiberaceae Martynov (1820), nom. cons.
- Zosteraceae Dumort. (1829), nom. cons.
- Zygophyllaceae R.Br. (1814), nom. cons.

1. ↑  (en) Angiosperm Phylogeny Group, « An update of the Angiosperm Phylogeny Group classification for the orders and families of flowering plants: APG II », Botanical Journal of the Linnean Society, Wiley-Blackwell, Linnean Society of London et OUP, vol. 141, no 4,‎ 28 mars 2003, p. 399–436 (ISSN 0024-4074 et 1095-8339, DOI 10.1046/J.1095-8339.2003.T01-1-00158.X).